# Lammassaari, Bjärnå
Lammassaari är en ö i Finland. Den ligger i sjön Frankböleträsket och i kommunen Salo i den ekonomiska regionen  Salo och landskapet Egentliga Finland, i den södra delen av landet, 100 km väster om huvudstaden Helsingfors. Öns area är 1,6 hektar och dess största längd är 160 meter i sydöst-nordvästlig riktning.